# Amer Shafi
Amer Shafi Mahmoud Sabbah (10 de fevereiro de 1982) é um ex-futebolista profissional jordaniano que atuava como goleiro.

## Carreira
Amer Shafi representou a Seleção Jordaniana de Futebol na Copa da Ásia de 2015, como capitão da equipe.